# Zanigrad
Zanigrad este o localitate din comuna Koper, Slovenia.